# Guerre civili e rivolte bizantine
Nella millenaria storia dell'impero bizantino (395-1453) ci furono molte guerre civili e rivolte, dovute spesso alla nomina di un generale bizantino al rango di basileus. Per le guerre con altri paesi vedasi guerre bizantine.

## IV secolo
- 399: Rivolta di Tribigildo in Frigia contro Arcadio.
- 400: Rivolta di Gainas contro Arcadio (395-408).

## V secolo
- 479: Marciano tentò di usurpare il trono a Zenone (474-491).
- 484: Prima rivolta samaritana.
- 484-488: Rivolta di Illo e Leonzio che tentarono di usurpare il trono a Zenone (474-491).
- 492-497: Guerra isaurica, in cui l'Isauria si ribellò, alla fine della guerra l'imperatore Anastasio I (491-518) riuscì a controllare nuovamente la regione.
- 495: Seconda rivolta samaritana.

## VI secolo
- 513-515: Rivolta di Vitaliano contro Anastasio I (491-518).
- 529–531: Terza rivolta samaritana comandata da Giuliano ben Sabar.
- 532: Rivolta popolare di Nika a Costantinopoli contro Giustiniano I (527-565) repressa nel sangue.
- 536-537: rivolta militare in Africa, guidata da Stotzas.
- 555/556: Quarta rivolta samaritana.

## VII secolo
- 602: Rivolta e usurpazione di Foca (602-610) contro Maurizio (582-602).
- 603-604: Ribellione del generale Narsete contro Foca (602-610).
- 608-610: Rivolta d'Africa contro Foca (602-610), campeggiata dall'esarca Eraclio il Vecchio, che portò al trono il figlio Eraclio I (610-641).
- 610-611: Rivolta del generale Comenziolo, fratello di Foca (602-610), contro Eraclio I (610-641).
- 613-617: Rivolta ebraica contro Eraclio.
- 615/616: Rivolta del duce di Napoli Giovanni Consino, per tentare di far diventare la città indipendente.
- 640: Ribellione del generale Tito in Mesopotamia per protesta degli eccessi commessi dalle truppe bizantine.
- 644/645: fallito colpo di stato di Valentino contro il genero Costante II.
- 646-647: Rivolta dell'esarca d'Africa Gregorio il Patrizio.
- 650-652: Rivolta dell'esarca di Ravenna Olimpio.
- 651 circa: Ribellione di truppe armene guidati da Teodoro Rshtuni, passaggio dei soldati alle dipendenze degli Arabi.
- 667: Rivolta dello strategos dell'Armeniakon Saborio.
- 668-669: Omicidio di Costante II (641-668) e tentativo di usurpazione di Mecezio in Sicilia.
- 680: Rivolta fallita del thema Anatolikon in favore del fratello di Costantino IV (668-685).
- 692/693: Rivolta del patrizio armeno Smbat e passaggio con gli Arabi.
- 695: Rivolta e usurpazione di Leonzio (695-698) contro Giustiniano II (685-695; 705-711).
- 695-717: Anarchia dei vent'anni dopo la deposizione dell'imperatore Giustiniano II.
- 698: Rivolta da parte dell'esercito di ritorno dalla spedizione fallita contro Cartagine, guidata da Tiberio III (698-705) che rovescia Leonzio (695-698).

## VIII secolo
- 705: Rivolta e ritorno al trono di Giustiniano II (685-695; 705-711) contro Tiberio III (698-705).
- 709: Ribellione a Ravenna guidata da Giorgio contro l'arresto dell'arcivescovo Felice, guidato da Georgios.
- 711: Ribellione del thema di Cherson guidata dal generale in esilio Filippico (711-713), che rovescia Giustiniano II (685-695; 705-711).
- 713: Un gruppo di soldati cattura Filippico (711-713) che viene deposto, il senato nomina Anastasio II (713-715) basileus.
- 715: Rivolta delle truppe del thema dell'Opsikion, che erano state mandate contro Rodi, Anastasio II (713-715) abdica in favore di Teodosio III (715-717).
- 716-717: Rivolta e usurpazione del trono a Teodosio III (715-717), da parte del generale Leone III l'Isaurico (717-741).
- 717/718: Rivolta in Sicilia campeggiata dal generale Sergio.
- 726: Rivolta a Venezia contro Bisanzio. La causa sono i decreti iconoclasti dell'imperatore Leone III Isaurico. I ribelli eleggono Orso Ipato doge di Venezia.
- 727: Rivolta del thema dell'Hellas.
- 741-743: Rivolta e usurpazione di Artavasde (741-743) contro Costantino V Copronimo (741-775).
- 780: Fallito colpo di Stato in favore di Niceforo, fratello di Leone IV il Cazaro (775-780), contro il minorenne Costantino VI (780-797), che era sotto la reggenza della madre Irene (797-802).
- 781-782: Spedizione imperiale contro il governatore della Sicilia Elpidio.
- 790: Rivolta militare contro la reggenza di Irene (797-802), Costantino VI (780-797) viene nominato unico sovrano.
- 792-793: Ribellione del thema dell'Armeniakon contro il ritorno di Irene (797-802) come co-reggente di Costantino VI (780-797).
- 800: Rivolta in Kappadokia, istigata da Stauracio.

## IX secolo
- 802: Rivolta dei funzionari di Costantinopoli guidata da Niceforo I (802-811), che depongono Irene (797-802).
- 803: Rivolta di Bardane il Turco contro Niceforo I (802-811).
- 808: Rivolta del patrizio Arsaber, contro Niceforo I (802-811).
- 813: Leone V l'Armeno (813-820) detronizza Michele I Rangabe (811-813).
- 820: Michele II il Balbo (820-829) assassina Leone V l'Armeno (813-820) e diventa basileus.
- 820-823: Rivolta di Tommaso lo Slavo contro Michele II il Balbo (820-829).
- 827: Rivolta di ammiraglio Eufemio di Messina in Sicilia.
- 837: Rivolta della tribù slava degli Smolyani nei Balcani.
- 838-839: Rivolta delle truppe Khurramite sotto Teofobo.
- 866: Rivolta di Simbazio l'Armeno e Giorgio Pegane contro Basilio I il Macedone (867-886), allora kaisar di Michele III (842-867).

## X secolo
- 919: Ribellione fallita di Leone Foca il Vecchio contro la presa di potere di Romano Lecapeno.
- 921: Rivolta degli Slavi, Melingoi e Ezeritai, tribù del Peloponneso.
- 922 circa: Rivolta di Barda Boila, strategos del thema di Chaldia.
- 930: Rivolta popolare nell'Opsikion guidata da Basilio mano di rame.
- 969: Giovanni I Zimisce (969-976) assassina Niceforo II Foca (963-969) e diventa basileus.
- 970: Ribellione dei sostenitori della famiglia Foca, guidata da Barda Foca il Giovane contro Giovanni I Zimisce (969-976).
- 976-979: rivolta di Barda Sclero contro Basilio II il Bulgaroctono (976-1025).
- 987-989: Ribellione di Barda Foca il Giovane contro Basilio II il Bulgaroctono (976-1025).

## XI secolo
- 1022: Rivolta di Niceforo Xifia contro Basilio II il Bulgaroctono (976-1025).
- 1026–1027: Rivolta di Basilio Sclero.
- 1034: Rivolta popolare ad Antiochia guidata da Elpidio Bracamio.
- 1041-1043: Rivolta di Peter Deljan, soffocata da Costantino IX Monomaco (1042-1055).
- 1042: Rivolta dello strategos di Cipro Teofilo Erotico.
- 1042-1043: Ribellione di Giorgio Maniace contro Costantino IX Monomaco (1042-1055).
- 1047: Rivolta di Leone Tornicio contro Costantino IX Monomaco (1042-1055).
- 1057: Rivolta di Erveo Francopoulo.
- 1077-1078: Rivolta dei Niceforo Briennio il Vecchio contro prima Michele VII Ducas (1071-1078) e poi Niceforo III Botaniate (1078-1081).
- 1078: Rivolta dello strategos di Kappadokia Filareto Bracamio, che dichiara il suo stato indipendente, contro la volontà del basileus Michele VII Ducas (1071-1078).
- 1078: Rivolta dello strategos dell'Anatolikon Niceforo III Botaniate (1078-1081) che riuscì a usurpare il trono a Michele VII Ducas (1071-1078).
- 1078: Rivolta di Niceforo Basilace contro Niceforo III Botaniate (1078-1081).
- 1080: Rivolta di Niceforo Melisseno contro Niceforo III Botaniate (1078-1081).
- 1081: Rivolta di Alessio I Comneno (1081-1118) che riuscì a usurpare il trono a Niceforo III Botaniate (1078-1081).
- 1092: Rivolte di Karykes a Creta e Rhapsomates a Cipro.

## XII secolo
- 1118: Anna Comnena prova a strappare il trono a suo fratello Giovanni II Comneno (1118-1143)
- 1181: Rivolta vittoriosa di Andronico I Comneno (1182-1185) contro la reggenza di Maria d'Antiochia al trono del figlio minorenne Alessio II Comneno (1180-1183).
- 1182: Rivolta dello strategos di Thrakesion Giovanni Comneno Vatatze, contro la reggenza di Andronico I Comneno (1182-1185).
- 1184: Rivolta di Isacco Comneno che si nomina imperatore con dominio su Cipro (1184-1192), contro il potere di Andronico I Comneno (1182-1185) e poi di Isacco II Angelo (1185-1195; 1203-1204).
- 1185: Rivolta di Isacco II Angelo (1185-1195; 1203-1204), che riuscì a usurpare il trono ad Andronico I Comneno (1182-1185).
- 1187: Rivolta di Alessio Brana contro Isacco II Angelo (1185-1195; 1203-1204).
- 1191: Ribellione di un presunto Alessio II Comneno aiutato dai Turchi Selgiuchidi, contro Isacco II Angelo (1185-1195; 1203-1204).
- 1195: Ribellione di Alessio III Angelo (1195-1203) che usurpa il trono al fratello Isacco II Angelo (1185-1195; 1203-1204).
- 1200: Fallito colpo di Stato a Costantinopoli, da parte di Giovanni Axuch Comneno contro Alessio III Angelo (1195-1203).

## XIII secolo
- 1203: Alessio IV Angelo (1203-1204) con l'aiuto dei crociati rovescia lo zio Alessio III Angelo (1195-1203) e sale al trono insieme al padre Isacco II Angelo (1185-1195; 1203-1204).
- 1204: Alessio V Ducas (1204) assassina Alessio IV Angelo (1203-1204) e probabilmente anche Isacco II Angelo (1185-1195; 1203-1204), diventando basileus.
- 1210-1211: Ribellione di Alessio III Angelo (1195-1203) appoggiato dal sultano turco selgiuchide Kaykhusraw I, contro il basileus di Nicea Teodoro I Lascaris (1205-1221).
- 1258: Michele VIII Paleologo (1259-1281) fa assassinare Giorgio Muzalon reggente di Giovanni IV Lascaris (1258-1261).
- 1261: Michele VIII Paleologo (1259-1281) usurpa il trono al minorenne Giovanni IV Lascaris (1258-1261).
- 1295: Ribellione di Alessio Filantropeno contro Andronico II Paleologo (1282-1328).

## XIV secolo
- Guerra civile bizantina del 1321-1328: guerra civile tra Andronico II Paleologo (1282-1328) e suo nipote Andronico III Paleologo (1328-1341).
- Guerra civile bizantina del 1341-1347: guerra civile tra Giovanni VI Cantacuzeno (1347-1354) e Anna di Savoia, madre e reggente del minorenne Giovanni V Paleologo (1341-1391).
- 1342-1350: Rivolta e istituzione del regime degli zeloti di Tessalonica.
- Guerra civile bizantina del 1352-1357: Guerra civile tra Giovanni V Paleologo (1341-1391), Giovanni VI Cantacuzeno (1347-1354) e Matteo Cantacuzeno.
- Guerra civile bizantina del 1373: Rivolta di Andronico IV Paleologo (1376-1379) contro il padre Giovanni V Paleologo (1341-1391).
- Guerra civile bizantina del 1376-1379: Rivolta di Andronico IV Paleologo (1376-1379) contro il padre Giovanni V Paleologo (1341-1391), usurpazione temporanea.
- 1390: Rivolta e usurpazione temporanea di Giovanni VII Paleologo (1390) contro il nonno Giovanni V Paleologo (1341-1391).

## XV secolo
- 1448: Demetrio Paleologo prova senza riuscirci ad impadronirsi del trono che spettava al fratello Costantino XI Paleologo (1449-1453)
- 1453-1454: Rivolta di Manuele Cantacuzeno che tentò di impadronirsi della Morea in sfavore dei despoti Tommaso Paleologo e Demetrio Paleologo.